# Midville (Georgia)
Midville – miasto w Stanach Zjednoczonych, w stanie Georgia, w hrabstwie Burke.